# Craig Womack
Craig Womack és autor i professor de literatura indígena americana. D'ascendència creek-cherokee, Womack és més conegut per Red on Red: Native American Literary Separatism, un llibre de crítica literària on argumenta que l'enfocament dominant de l'estudi acadèmic de la literatura dels amerindis dels Estats Units és incorrecta. En lloc d'utilitzar els enfocaments postestructurals i postcolonials que no tenen la seva base en la cultura o experiència nativa, Womack afirma que el treball de la crítica nativa hauran de desenvolupar models tribals de crítica. Juntament amb Robert Allen Warrior, Jace Weaver i Greg Sarris, Womack és classificat com a estudiós de la literatura nativa americana de segona generació, un grup que ha alterat significativament l'ús de les metodologies crítiques utilitzades en l'aproximació a la literatura nativa americana.
Womack també ha escrit una nove·la, Drowning in Fire, sobre les vides dels joves gais nadius americans.
Actualment, Womack treballa com a professor a la Universitat Emory, especialitzat en literatura nativa americana.